# 伪渡鸦鲨属
伪渡鸦鲨属（学名：Pseudocorax）是一属包含两个种的已灭绝鲨鱼，它生存于白垩纪的埃及、欧亚大陆的部分地区和美国。它的名字意为“假乌鸦”，因为它的牙齿与角鳞鲨属（“乌鸦鲨鱼”）相似。 虽然它最初与Galeocorax属一起被认为是阿纳渡鸦鲨科（角鳞鲨属所属的科）的成员，但是2012年的一项研究将它和Galeocorax属移植到新的伪渡鸦鲨科中，使其与角鳞鲨属关系较远。